# Chela Reyes
María Zulema Reyes Valledor (Santiago de Chile, 1904 - 1988) fue una escritora y poeta chilena, conocida por su pseudónimo Chela Reyes. 

## Carrera
A los 8 años comienza a escribir sus primeros versos. A la edad de 22 años se publica su primera obra, el poemario Inquietud.
Fue una de las fundadoras del PEN Club de Chile. Estuvo casada con el también escritor Luis Meléndez Ortíz.

## Obra

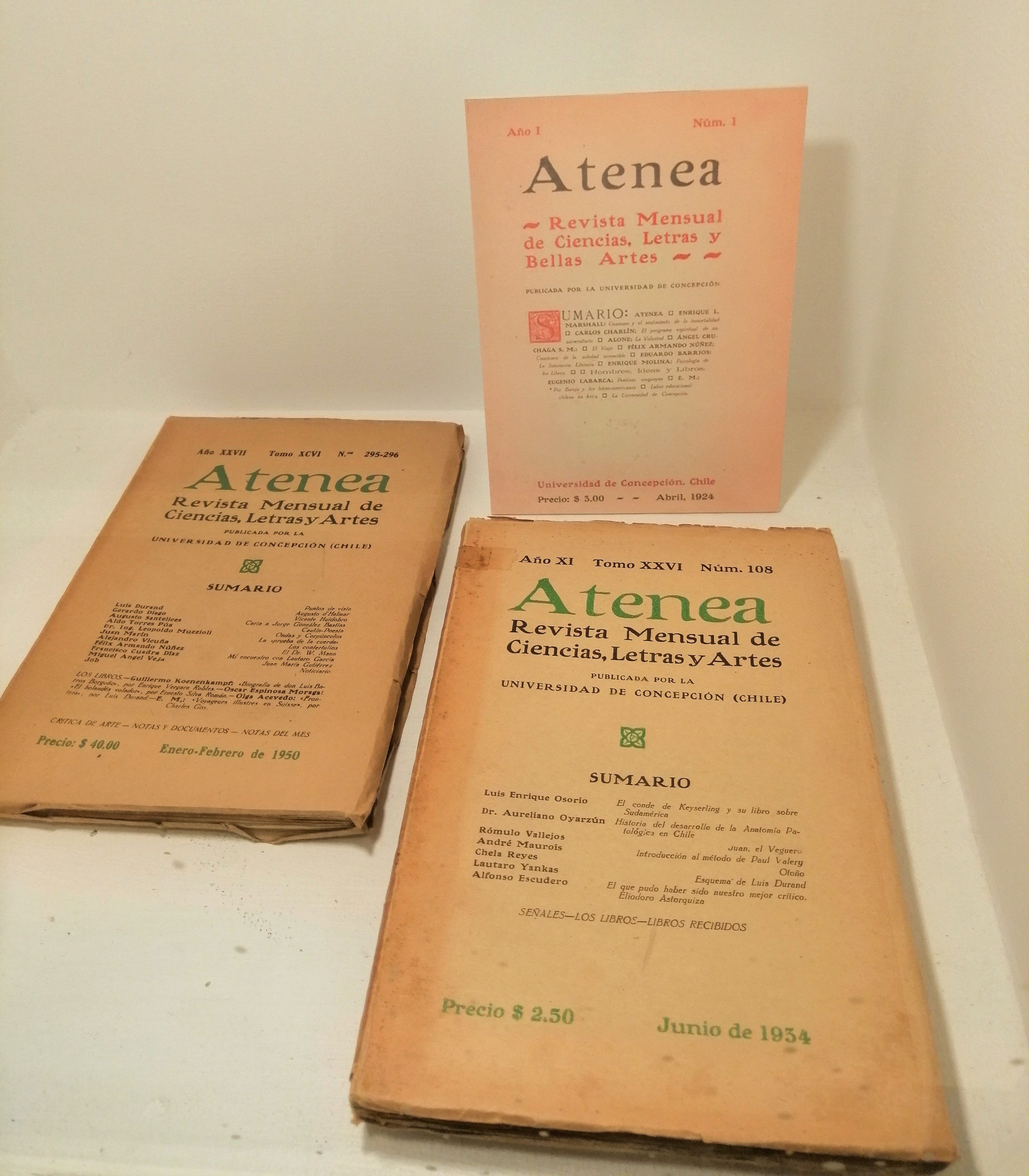
Publicación de «Otoño» en el número 108 (1934) de la revista Atenea.

### Poesía
- Inquietud (1926)
- Poesías (1928)
- Época del alma (1937)
- Ola nocturna (1945)
- Elegías (1962)

### Cuentos
- Bosque sonoro (1952)
- La extranjera (1953)
- Las cadencias secretas (1974)

### Novela
- Puertas verdes y caminos blancos (1939)
- Tía Eulalia (1951).

### Teatro
- La llama inmóvil (1926)
- Andacollo (1930)

### Literatura infantil
- Historia de una negrita blanca (1950)
- La pequeña historia de un pececito rojo (1970)
- La paloma paseadora (1974)
- A la ronda, ronda, del agua redonda (1977).

## Premios recibidos
- Premio Atenea de la Universidad de Concepción, por la novela Puertas verdes y caminos blancos (1939).